# اريك بوكر
اريك بوكر (بالإنجليزية: Eric Booker)‏ ويعرف أيضا بـ "بادلاندز تشاغ (بالإنجليزية: badlands chugs)‏ هو مغنى راب ويوتوبر أمريكي، ولد في 1969.